# Gare de Kannelmäki

La gare de Kannelmäki (en finnois : Kannelmäen rautatieasema) est une gare ferroviaire de la ligne de Huopalahti à Vantaankoski. Elle est située dans la section Kannelmäki du quartier de Kaarela à Helsinki en Finlande.